# Mundolsheim
Mundolsheim település Franciaországban, Bas-Rhin megyében. Lakosainak száma 5236 fő (2022. január 1.). Mundolsheim Griesheim-sur-Souffel, Lampertheim, Niederhausbergen, Pfulgriesheim, Reichstett, Souffelweyersheim és Vendenheim községekkel határos.

## Népesség
A település népességének változása:
| Lakosok száma | 4817 | 4766 | 4802 | 4731 | 4767 | 4749 | 4911 | 5074 | 5236 |
|               | 2013 | 2015 | 2016 | 2017 | 2018 | 2019 | 2020 | 2021 | 2022 |